# Gamma-Pulsar

Zeitlupe der 89 ms dauernden pulsierenden Gammastrahlen des Vela-Pulsars, die aus Photonen bestehen, die vom Fermi Gamma-ray Space Telescope erfasst wurden. Der Vela-Pulsar, der sich 11 Mal pro Sekunde dreht, ist die hellste beständige Quelle von Gammastrahlen am Himmel. Die bläulichere Farbe im letzten Teil des Pulses weist auf das Vorhandensein von Gammastrahlen mit Energien von über einer Milliarde Elektronenvolt (1 GeV) hin.

Ein Gamma-Pulsar (englisch Gamma-ray pulsar) ist ein magnetischer Neutronenstern, der aufgrund seiner Rotation periodisch modulierte Gammastrahlung emittiert. Im Gegensatz zu den Gammastrahlendoppelsternen wird die Gammastrahlung ausschließlich durch die Änderung der Rotationsenergie des Sterns und nicht durch Akkretion oder Wechselwirkung in einem engen Doppelstern erzeugt.

## Eigenschaften und Klassifikation
Die Gamma-Pulsare werden entsprechend ihrer Nachweisbarkeit im Bereich der Radiostrahlung in radiolaute und radioleise Pulsare eingeteilt. Beide Gruppen werden überwiegend entlang der galaktischen Ebene gefunden, haben ein geringes charakteristisches Alter von nicht mehr als 50.000 Jahren, eine magnetische Flussdichte von mehr als 1012 Gauß, ihre Rotationsperioden liegen im Bereich von 0,03 bis 0,5 Sekunden und emittieren nicht mehr als einige Prozent ihrer durch Rotationsverlangsamung freiwerdende Energie im Bereich der Gammastrahlung. Beispiele für radiolaute Gammapulsare sind der Vela-Pulsar und der Pulsar im Krebsnebel, während der Prototyp der radioleisen Gammapulsare Geminga ist. Da sich die Eigenschaften von radiolauten und -leisen Gamma-Pulsaren nicht unterscheiden wird als Ursache eine unterschiedliche Winkelausdehnung der Radio- und Gammastrahlung vermutet, die wiederum eine Funktion der Magnetfeldstärke und damit des Alters ist.
Die Gamma-Pulsare zeigen überwiegend Doppelpulse pro Rotation, wobei die beiden Maxima einen Abstand von 0,4 bis 0,6 Rotationsperioden haben. Die Maxima im Bereich der Gammastrahlung sind im Allgemeinen zeitversetzt gegenüber den Extrema in anderen Wellenlängen.
Daneben gibt es noch Millisekundenpulsare, die bis zu 15 Prozent ihrer gesamten elektromagnetischen Emissionen im Bereich der Gammastrahlung abstrahlen. Sie verfügen über magnetische Flussdichten von weniger als 109 Gauß und Rotationsperioden von 0,002 bis 0,01 Sekunden. Es handelt sich um recht nahe Objekte mit Entfernungen von einigen 100 Parsec, während die klassischen Gammapulsare meist mehrere 1.000 Parsecs entfernt liegen. Dementsprechend erreicht die Leuchtkraft im Bereich der Gammastrahlung bei den Millisekundenpulsaren keine 1035 erg/s, während die normalen Gammapulsare Leuchtkräfte von bis zu 1037 erg/s erreichen. Die Gamma-Millisekundenpulsare sind häufig Bestandteil einer schwarzen Witwe, bei der die von dem Pulsar emittierte Strahlung den Begleitstern abträgt.

## Modelle zur Entstehung der Gammastrahlung
Es sind verschiedene Modelle entwickelt worden um die Entstehung der hochenergetischen Strahlung zu erklären:
- Im Polarkappen-Modell bilden sich in elektrischen Strömen oberhalb der magnetischen Pole Elektronen/Positronen-Paare, die Synchrotronstrahlung erzeugen. Dieses Modell wird sehr erfolgreich im Bereich der Radiostrahlung verwendet, während es die Zeitverzögerung der Maxima bei unterschiedlichen Wellenlängen nur schwer erklären kann
- Im Slot Gap-Modell werden Elektronen/Positronen-Paare weiter außen im Magnetfeld im Abstand von einigen Neutronensternradien erzeugt.
- Im Outer Gap-Modell werden Elektronen weit außen in der Magnetosphäre im Bereich des Lichtzylinders bis auf Lichtgeschwindigkeit beschleunigt und senden hochenergetische Synchrotronstrahlung aus.

Keins der oben aufgeführten Modelle und ihre Weiterentwicklungen kann alle Eigenschaften der Gamma-Pulsare ausreichend erklären.